# 圣勒拉福雷
圣勒拉福雷（法語：Saint-Leu-la-Forêt，法語發音：[sɛ̃ lø la fɔʁɛ] ⓘ）是法国法兰西岛大区瓦兹河谷省的一个市镇，位于该省中部偏东南，属于蓬图瓦兹区。

## 地理
圣勒拉福雷（49°1'1"N, 2°14'47"E）面积5.24 平方千米，位于法国法蘭西島大區瓦兹河谷省，该省份为法国北部内陆省份，北起瓦兹省，西接厄尔省，南至塞纳-圣但尼省、上塞纳省和伊夫林省，东临塞纳-马恩省。
与圣勒拉福雷接壤的市镇（或旧市镇、城区）包括：绍夫里、勒普莱西布沙尔、埃尔蒙、圣普里、塔韦尼。

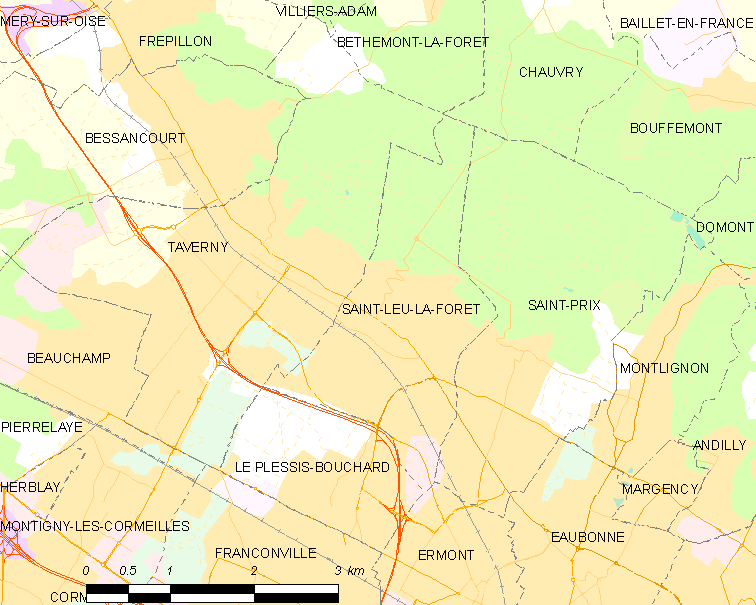
圣勒拉福雷的OSM定位图

圣勒拉福雷的时区为UTC+01:00、UTC+02:00（夏令时）。

## 行政
圣勒拉福雷的邮政编码为95320，INSEE市镇编码为95563。

## 政治
圣勒拉福雷所属的省级选区为多蒙县。

## 人口

1962-2008年间圣勒拉福雷人口变化图示

圣勒拉福雷于2022年1月1日时的人口数量为16047人。